# 본드 (밴드)
본드(Bond)는 2001년 결성된 음악 그룹이다.